# AD São Caetano
AD São Caetano is een Braziliaanse voetbalclub uit de stad São Caetano do Sul in de staat São Paulo in Brazilië. De club werd opgericht op 4 december 1989. Haar grootste rivaal is Santo André.
Van São Caetano waren er lange tijd dertien in een dozijn. Jarenlang voerde de club een bestaan in de marges van het profvoetbal. In het jaar 2000 kwam daar verandering in, toen de club deelnam aan de Copa João Havelange, de vervanger van de profdivisies dat jaar. De club werd ingedeeld in de "gele module", wat volgens de regels gelijkstond aan de tweede divisie. São Caetano slaagde erin een tweede plaats te halen, achter het eveneens in 1989 opgerichte Paraná Clube. Met deze prestatie verzekerde São Caetano zich van een plaats in de knock-outfase, waar het zich met de groten van het Braziliaanse voetbal mocht meten. Tot ieders grote verrassing slaagde de club er in de finale te bereiken door grote teams als Fluminense, Palmeiras en Grêmio te verslaan. Alleen Vasco da Gama slaagde erin hen van het kampioenschap te houden.
Een jaar later herhaalde São Caetano de prestatie zelfs. In de reguliere competitie, waaraan 28 clubs meededen, eindigde de club als eerste. In de knock-outfase werden Bahia en Atlético Mineiro verslagen, maar in de finale versloeg de nummer twee uit de reguliere competitie, Atlético Paranaense uit Curitiba, São Caetano met 4-2 en 1-0.
Dat São Caetano geen eendagsvlieg was bleek uit de daaropvolgende seizoenen. In 2002 eindigde de club in het reguliere seizoen op de tweede plaats, maar na de play-offs werd dat een zesde. Ook behaalde het grote successen in de Copa Libertadores, waar het eveneens tweede werd achter Olimpia uit Paraguay. In 2003, toen voor het eerst geen play-offs werden gehouden om de kampioen te bepalen, eindigde de club als vierde. Een jaar later eindigde de club eigenlijk op een 5de plaats, maar doordat tijdens het seizoen centrale verdediger Serginho aan een hartaanval was overleden, en dit deels de schuld zou zijn geweest van de club, werd de club 24 punten in mindering gebracht, waardoor het slechts 3 punten boven de degradatiezone eindigde. Dit scenario herhaalde zich in 2005, alleen dan zonder dat er eerst 24 strafpunten aan te pas hoefden te komen.
In een betrekkelijk korte tijd heeft São Caetano zich dus ontwikkeld van kleine club in de marge tot een club die meedoet om de titel, ook al zijn de laatste twee seizoenen wat dat betreft een stuk minder verlopen. Naast alle tweede plaatsen behaalde de club echter ook een titel in haar recente gloriedagen: het staatskampioenschap van São Paulo in 2004, onder leiding van trainer Muricy Ramalho. In 2006 volgde echter een degradatie naar de Série B. De volgende jaren speelde de club in de middenmoot en in 2013 degradeerde de club uit de Série B en tot overmaat van ramp zelfs uit de hoogste klasse van het staatskampioenschap. In 2014 degradeerde de club ook uit de Série C. De club slaagde er bijna in om na één seizoen terug te keren, maar werd uiteindelijk gestopt door Botafogo FC.
In 2019 degradeerde de club uit de hoogste klasse van de staatscompetitie, maar kon na één seizoen terugkeren. Echter kon de club ook nu het behoud niet verzekeren. Na een middelmatig seizoen in 2022 volgde in 2023 zelfs een degradatie naar de derde klasse, amper een jaar later gevolgd door een tweede opeenvolgende degradatie.

## Titels
- Campeonato Paulista série A3: 1998
- Campeonato Paulista série A2: 2000
- Campeonato Paulista série A1: 2004

## Overzicht seizoenen Campeonato Paulista
| Competitie | Aantal | Periode                                           |
| ---------- | ------ | ------------------------------------------------- |
| Série A1   | 16     | 1993, 2001, 2003-2013, 2018-2019, 2021            |
| Série A2   | 11     | 1992, 1994, 1999-2000, 2014-2017, 2020, 2022-2023 |
| Série A3   | 6      | 1991, 1995-1998, 2024                             |
| Série A4   | 2      | 1990, 2025-                                       |

## Bekende spelers
- Adhemar
- Brandão
- Serginho Chulapa
- Magrão
- Euller
- Sílvio Luís
- César
- Dininho
- Rivaldo
- Gilberto
- Mineiro
- Triguinho
- Somália